# Fulstow
Fulstow is een civil parish in het Engelse graafschap Lincolnshire.